# Joseph Baier
Joseph Baier (Munique, Baviera, Alemanha, 4 de dezembro de 1909 – Neusäß, Baviera, Alemanha, 1 de setembro de 2004) foi um oficial alemão que serviu durante a Segunda Guerra Mundial. Foi condecorado com a Cruz de Cavaleiro da Cruz de Ferro.

## Condecorações
| Cruz de Ferro 2ª Classe                              |
| Cruz de Ferro 1ª Classe                              |
| Cruz de Cavaleiro da Cruz de Ferro 9 de maio de 1945 |